# Centrale électrique de Brommat
La centrale électrique de Brommat est une centrale hydroélectrique située sur la commune de Brommat dans le département de l'Aveyron. Le barrage de Labarthe sur la Truyère et dans une moindre mesure le barrage de Salazat sur la Bromme alimentent la centrale électrique de Brommat qui est équipée d'une puissance électrique de 440 MW. Barrages et centrale forme l'aménagement hydroélectrique de Brommat.

## Historique
Les premiers travaux de l’aménagement hydroélectrique de Brommat commencèrent en 1914. Ils furent abandonnés puis repris en 1917, ils connurent leur pleine activité en 1928 pour aboutir en 1933 à la mise en service de la centrale de Brommat I. L'eau du barrage de la Cadène sur la Truyère allait, via une conduite, alimenter le barrage de la Bromme puis l'eau du barrage de la Bromme permettait de produire de l'électricité dans la centrale de Brommat I.
En 1975, fut mise en service la centrale de Brommat II. Ce suréquipement a permis de multiplier par deux la puissance de production de l’installation et a nécessité une modification importante de l’aménagement existant. Le barrage de la Cadène fut remplacé par un ouvrage plus grand, le barrage de Labarthe d'où l'eau est envoyée vers les centrales de Brommat I et II. Un nouveau barrage sur la Bromme fut construit, le barrage de Salazat, d'où l'eau de la Bromme est envoyée via une conduite jusqu'à la retenue du barrage de Labarthe. Le barrage de la Bromme fut désaffecté.
De mars à décembre 2013, le groupe de production n°7 de la centrale de Brommat II fut à l’arrêt et totalement rénové.

## Les centrales électriques de Brommat
La centrale électrique de Brommat est composée de deux centrales souterraines toutes proches, les centrales électriques de Brommat I et II. L'eau arrive de la retenue du barrage de Labarthe via une conduite forcée. L’électricité produite est acheminée à l’extérieur jusqu'à la partie émergée de la centrale au hameau du Brézou puis passe par le poste électrique de Rueyres situé à quelques kilomètres au hameau de Rueyres toujours sur la commune de Brommat. De là, l'électricité peut alimenter la région et même au delà grâce à des lignes à très haute tension de 400 000 V.
La centrale de Brommat I est composée de 6 groupes de production de 34 MW chacun. La centrale de Brommat II est composée d'un groupe de production, appelé le groupe de production n°7, de 240 MW.
En 2017, la centrale a produit 468 GWh d'électricité.

## Barrage de Labarthe
Le barrage de Labarthe ou barrage de la Barthe du nom d'un hameau de Brommat est situé sur la Truyère à la frontière des communes de Brommat et Argences-en-Aubrac. Il se situe à 5 kilomètres en aval du barrage de Sarrans. C’est un barrage voûte de 135 m de long et de 70 m de haut équipé de 4 évacuateurs de crue. Il forme une retenue d’eau d’une capacité totale de 8 millions de mètres cubes et de 5 km de long.

## Barrage de Salazat
Barrage situé sur la Bromme à Brommat qui porte le nom du hameau de Salazat. Le barrage de Salazat est une prise d’eau permettant de dériver les eaux de la Bromme dans la retenue de Labarthe sur la Truyère, d'où elles peuvent ensuite être turbinées dans la centrale de Brommat. Il s’agit d’un barrage poids de 7,50 mètres d’épaisseur à sa base et de 4,50 mètres de hauteur au dessus de sa fondation. La retenue, peu profonde (moins de 4 m), couvre une superficie de l’ordre de 0,2 ha pour une longueur d’environ 100 m.

## Barrage de la Cadène
Les modifications effectuées pour la mise en service de la centrale de Brommat II l'ont rendu inutile, il se trouve aujourd'hui au fond de la retenue du barrage de Labarthe.

## Barrage de la Bromme
Le barrage de la Bromme est un ancien barrage situé sur la Bromme entre les communes de Brommat et Taussac. Lors de la création de Brommat II et de la construction du barrage de Labarthe sur la Truyère, l'exploitation du barrage de la Bromme a cessé. Le barrage n'a pas été détruit mais, en 1977, il a été percé d'un trou de 13 mètres de diamètre permettant l'écoulement naturel de la rivière.